# Columbicola columbae
Columbicola columbae är en insektsart som först beskrevs av Carl von Linné 1758.  Columbicola columbae ingår i släktet hornlöss, och familjen fjäderlöss. Arten är reproducerande i Sverige. Utöver nominatformen finns också underarten C. c. columbae.